# Karl Magnus Pilar von Pilchau

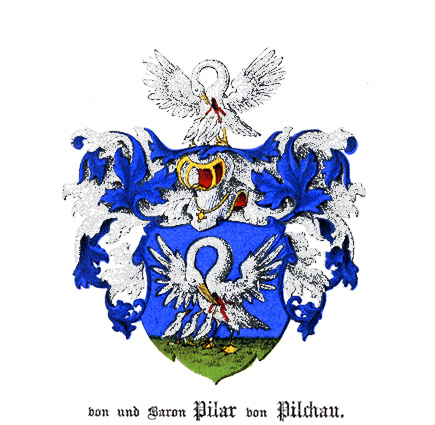
Wappen der Adelsfamilie Pilar von Pilchau

Karl Magnus Baron Pilar von Pilchau (russisch Карл Фёдорович Пилар фон Пильхау, * 22. Mai 1791; † 27. Juli 1861 in Genf) war ein deutsch-baltischer Adeliger. Er stand in Diensten der Kaiserlich Russischen Armee und wurde Generalleutnant.

## Laufbahn
Am 12. Dezember 1810 begann er seine militärische Laufbahn im kaiserlichen Kavallerie-Garderegiment. Ab 1812 war er Teilnehmer in der Schlacht von Borodino und der Schlacht bei Kulm, er kämpfte in Preußen und Frankreich. Im Jahre 1819 wurde er zum Kapitän und 1822 zum Oberst befördert. Am 24. Mai 1824 übernahm er das Kommando über das Nowgoroder Kürassier-Regiment. 1830, jetzt im Rang eines Generalmajors, befehligte er eine Kürassier-Brigade und kämpfte 1831 im Novemberaufstand (1830/31) in Polen. Ab 1842 kommandierte er die 1. Ulanen-Division und avancierte zum Generalleutnant. Als letztes Kommando erhielt er bis 1857 das Reserve-Kavalleriekorps. Während eines Genesungsaufenthalts in Genf verstarb er dort am 27. Juli 1861.

## Herkunft und Familie
Karl Magnus Pilar von Pilchau stammte aus der seit 1656 ansässigen baltisch-deutschen Adelsfamilie Pilar von Pilchau. Seine Eltern waren der baltische Landrat Wilhelm Friedrich Pilar von Pilchau (1761–1819) und Wilhelmine Staël von Holstein (1771–1849). Sein Bruder war der Generalleutnant Gustav Friedrich Pilar von Pilchau (1793–1911). Karl Magnus war mit Katharina Nikolajewna Fürstin Koudaschew (1811–1872) verheiratet. Ihre Nachkommen waren:
- Maria Pilar von Pilchau (1839–1922), verheiratet mit Leonid Horvath (* 1834)
- Nikolai Pilar von Pilchau (1831–1880), Oberstleutnant, verheiratet mit Katharina Orlova
- Elisabeth Pilar von Pilchau (1841–1940)
- Anna (1832–1885), starb in Venedig
- Theodor Kotzebue-Pilar von Pilchau (1848–1911), Bürgermeister von Rostow am Don und Generalleutnant, verheiratet mit Alexandrine Mathilde von Kotzebue (1849–1884)

## Orden und Ehrenzeichen
- 1812 Russischer Orden der Heiligen Anna (4. Klasse)
- 1812 Orden des Heiligen Wladimir (4. Klasse)
- 1813 Preußischer Kriegsorden Kulmer Kreuz
- 1813 Russischer Orden der Heiligen Anna (2. Klasse)
- 1831 Russischer Orden des Heiligen Georg (4. Klasse)
- 1831 Russischer Orden der Heiligen Anna (1. Klasse)
- 1831 Polnischer Militärverdienstorden Virtuti Militari
- 1837 Orden des Heiligen Wladimir (2. Klasse)
- 1850 Kaiserlich-Königlicher Orden vom Weißen Adler